# Christopher Matthew Cook
Christopher Matthew Cook é um ator norte-americano.
Sua estréia na televisão ocorreu no seriado "Treme", em 2011. Desde então, já atuou em produções televisivas e no cinema, como: 2 Guns, The Starving Games, Billy Lynn's Long Halftime Walk, Dog Eat Dog, Under the Dome, NCIS: New Orleans, The Walking Dead, Legends ou Zoo